# Universidad de Lille Nord-de-France
La Universidad de Lille Nord-de-France es una universidad localizada en Lille, Francia. Fue fundada en 1562, cuando la ciudad era parte de los Países Bajos Españoles y se estructura en ocho facultades y campus.

## Historia
En el 1562, por orden de Felipe II de España se crea la universidad de Douai (campus Artois - Université Lille Nord de France). Un ejemplar de la Biblia de Douai redactada en inglés en la universidad, sería utilizada siglos más tarde durante la ceremonia de investidura de la presidencia de los Estados Unidos para el juramento de John F. Kennedy. 
La Facultad de Ciencias de Lille fue creada en 1854 y su primer decano fue Louis Pasteur.
En 2003, un censo de estudiantes desveló que en la ciudad hay más de 144.000 estudiantes, donde 98.000 están en la universidad, 29.000 en estudios de formación profesional y 17.000 en institutos.

## Organización
La universidad Université Lille Nord de France se distribuye territorialmente en campus en las afueras de Lille:
- Campus Lille I (ciencia y tecnología): École centrale de Lille y Universidad de Lille I
- Campus Lille II (derecho y gestión y salud y ciencias médicas): Université du droit et de la santé
- Campus Lille III (literatura y Arte e Historia): Université Charles-de-Gaulle
- Campus Artois : Université d'Artois et École des mines de Douai
- Campus Littoral : Université du Littoral Côte d'Opale (ULCO)
- Campus Valenciennes : Université de Valenciennes et du Hainaut-Cambrésis(UVHC).

## Profesores y alumnos distinguidos

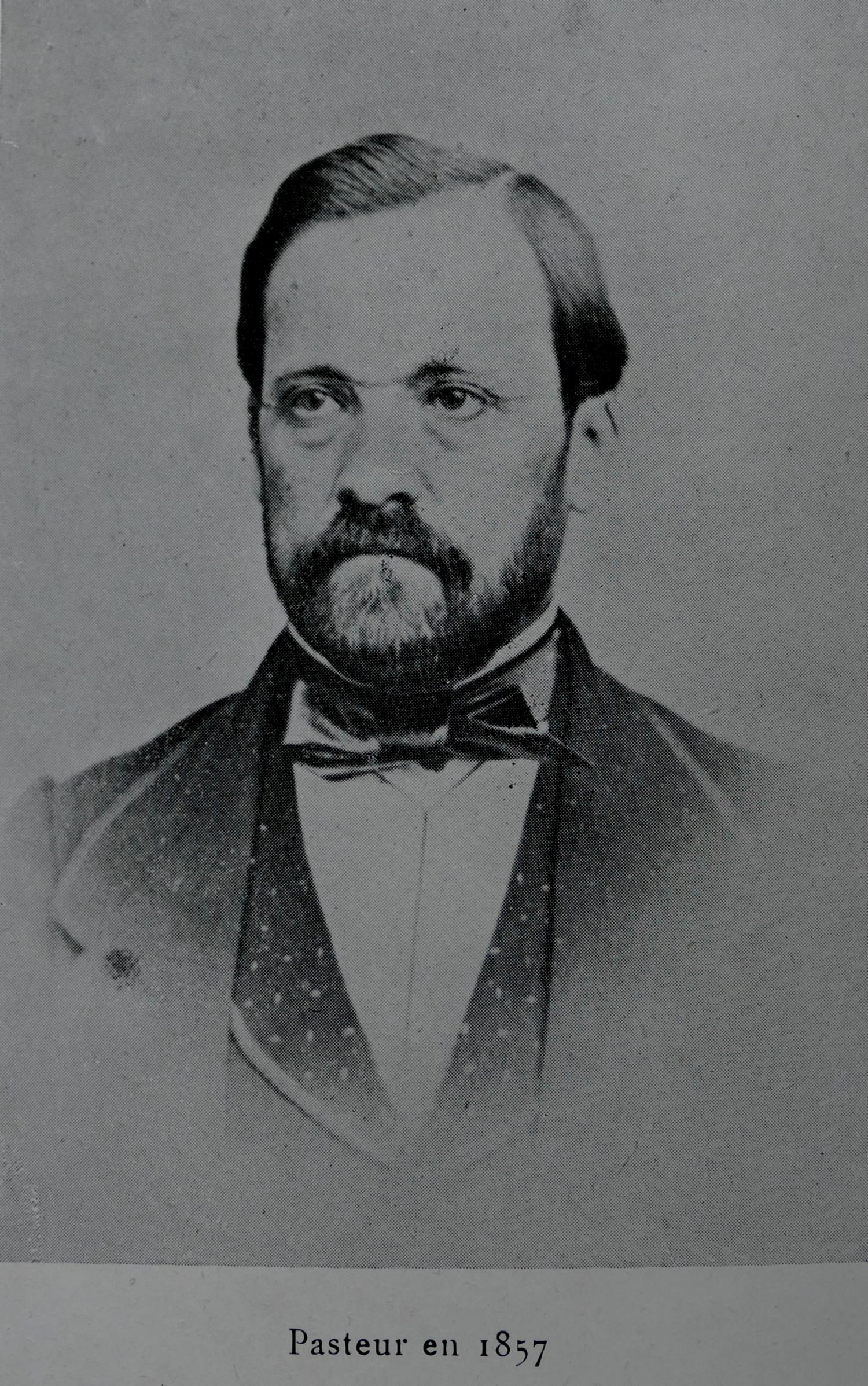
Louis Pasteur
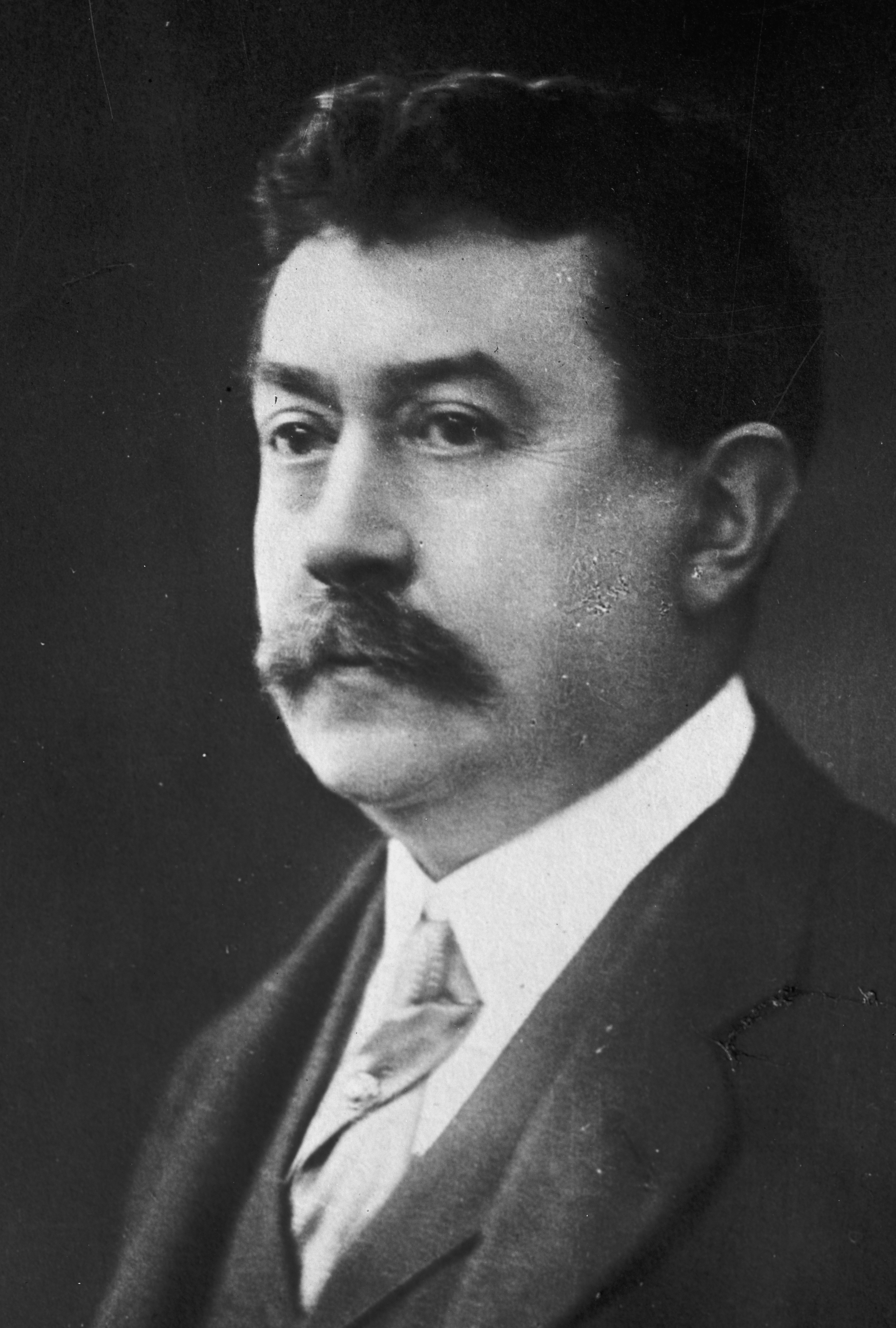
Paul Painlevé
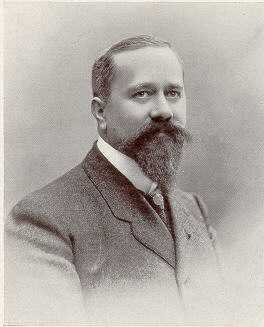
Albert Calmette

Émile Borel, Albert Calmette, Henri Cartan, René Cassin (Premio Nobel), Jean Delannoy, Jean Théodore Delacour, Camille Guérin, Claude-Auguste Lamy, Benoît Mandelbrot, Paul Painlevé, Louis Pasteur, Michel Foucault.